# X-Lite
X-Lite 是一種特有VoIP軟體電話的免費軟體，使用會話發起協議。X-Lite 由位於溫哥華的一家CounterPath軟體公司所開發。 
X-Lite 目前主要有兩種不同的產品。X-Lite 2.0 使用於Linux平台，是使用舊式的 X-Pro code base, 而 X-Lite 3.0 是使用於 Windows 和 Mac OS X，使用 eyeBeam code base. X-Lite 2.0 只有聲音，沒有影像。X-Lite 3.0 則兼具聲音和影像。
2005年，本產品榮獲 Internet Telephony 雜誌的年度最佳產品. 該產品可配合其他非免費的產品。

## 外部連結
- CounterPath's Main Website* （页面存档备份，存于）